# Киридон Алла Миколаївна
А́лла Ми́колаївна Киридон (*7 грудня 1960 року, м. Біла Церква, Київська область, УРСР) — українська науковиця, доктор історичних наук, професор, педагог, енциклопедист.

## Життєпис
Закінчила Київський державний університет ім. Т. Г. Шевченка (1984).
Працювала у Полтавському державному педагогічному інституті ім. В. Г. Короленка — асистент кафедри історії КПРС (15.08.1984-15.11.1986), асистент (01.01.1990-01.09.1990), доцент (з 18.05.1991) кафедри політичної історії. У 1991–1992 навчальному році вивчення вітчизняної історії було впроваджено на всіх факультетах Полтавського педінституту, що й зумовило потребу в об'єднанні викладачів цієї дисципліни у складі однієї кафедри історії України. Її створили 15.11.1991, за деякий час Алла Киридон стала завідувачкою кафедри (09.03.1992-31.01.2002), згодом — доцент (20.02.2006-01.03.2007), професор (01.03.2007-30.08.2007) кафедри історії України ПДПУ імені В. Г. Короленка.
Викладала у Київському міжнародному університеті — професор кафедри міжнародних відносин та зовнішньої політики (з 01.09.2007 р.), очолювала кафедру міжнародних відносин та зовнішньої політики. Працювала у Київському славістичному університеті. Головний редактор колегії «Вісника Київського міжнародного університету». Заступник головного редактора наукового історико-філологічного журналу Київська старовина.
З 2012 року — завідувач відділу дослідження теоретичних і прикладних проблем національної пам'яті УІНП.
З 11 лютого 2015 р. — директор Державної наукової установи «Енциклопедичне видавництво».
Чоловік — доктор наук, доцент Киридон Петро Васильович, має доньку Євгенію.

## Науковець
Кандидатську дисертацію захистила 1989 року в Київському національному університеті імені Тараса Шевченка на тему «Деятельность Компартии Украины по укреплению единства своих рядов в 1921–1925 гг.: Историография проблемы». Докторську дисертацію на тему «Державно-церковні відносини в радянській Україні (1917—1930-ті роки)» захистила у 2006 році в Київському національному університеті імені Тараса Шевченка.
Учні
- Колесник Олена Володимирівна («Полтавскія Епархіальныя Ведомости» як історичне джерело вивчення діяльності російської православної церкви (1863–1918 рр.), 2010 р.)[9]
- Тєвікова Ольга Валентинівна (Повсякденне життя громадян УРСР: соціальні та культурні аспекти (1954–1964 роки), 2010 р.)[10]
- Дукмас Олена Леонідівна. Центральноєвропейська ініціатива: структура, функції, діяльність у форматі регіонального співробітництва (1989–2011 рр.): автореф. дис … канд. іст. наук : 07.00.02 / Олена Леонідівна Дукмас; Дипломатична академія України при Міністерстві закордонних справ України. — К., 2012. — 20 с.
- Кузнець Тетяна Володимирівна. Православне духовенство Київської єпархії наприкінці XVIII — на початку XX ст.: соціально-економічні та політичні виміри: автореф. дис … доктора іст. наук : 07.00.01 / Тетяна Володимирівна Кузнець; Переяслав-Хмельницький, 2013.

## Основні праці
Напрям наукових інтересів: студії пам'яті; методологія; державно-церковні відносини; міжнародні відносини;українсько-польські відносини; проблеми ідентичності в умовах глобалізації; історія України. Автор понад 250 наукових та методичних праць (у тому числі 8 монографій):
- Коли замовкли церковні дзвони. — Полтава: [Б. в.], 1991. — 47 с. (у співавт.);
- Церковне багатство і духовна убогість. — Полтава: [Б. в.], 1991. — 63 с. (у співавт.);
- Обновленський рух на Полтавщині // Рідний край. — 2000 — № 1 (2). — С. 96-98;
- Поборник Українського православ'я. Парфеній Левицький (до 145-річчя з дня народження) // ПЄВ. — 2003. — Ч. 9. — С. 94-115;
- Обновленство в Україні. Група Православного українського прогресивного духовенства і мирян на Полтавщині (початок 20-х років XX століття) // Історична пам'ять: Наук. зб. — Полтава: АСМІ, 2003. — № 1—2. — С. 24-31;
- Більшовицька держава і православна церква в Україні. 1917—1930-ті роки. — Полтава: АСМІ, 2004. — 336 с. (у співавт.);
- Парфеній Левицький і рух за автокефалію Української православної церкви // Вісн. Київського національного університету ім. Т. Шевченка. Історія. Вип. 77—79. — К.: Вид.-поліграф. Центр «Київський університет», 2005. — С. 79-82;
- Українська православна Церква (1930–1936 рр.) // Укр. іст. журн. — 2005. — № 3. — С. 143–159;
- Час випробувань: держава, церква і суспільство в радянській Україні. 1917-1930-х років. — Тернопіль: Підручники і посібники, 2005. — 384 с.;
- Висвітлення історії Полтавсько-Переяславської семінарії на сторінках часопису «Полтавские Епархиальные Ведомости» // Зб. наукових праць. Сер. «Історія та географія». — Харків: Майдан, 2007. — С. 25-28;
- State-Church Relations under the Conditions of Stabilization of Totalitarian Regime in Soviet Ukraine (1917-1930s) // Democracy vs. Authoritarianism. Abstracts // Warsaw East European Conference 2007. 4th annual session. — Warsaw, 2007. — P. 52;
- Держава-Церква-Суспільство в радянській Україні: історіографія, джерела, методологія дослідження. — К.: КМУ, 2007. — 96 с.;
- Релігійно-церковне життя на Полтавщині в умовах нацистської окупації // Маловідомі сторінки історії Другої світової війни в Україні та на Полтавщині: Зб. наук. статей за матеріалами Всеукр. наук. конф. (23—24 трав. 2007 р.). — Полтава: АСМІ, 2007. — С. 199-208;
- Більшовицька модель державно-церковних відносин у радянській Україні (1917–1939) // Polska i jej wschodni sąsiedzi / Pod red. A. Andrusiewicza. — T. 9. — Rzeszów: Wyd. Uniwersytetu Rzeszowskiego, 2008. — S. 18-29;
- Полтавський єпархіальний з'їзд Соборно-єпископської церкви (1927 рік) // Історія релігій в Україні. XVIII Міжнародна конференція, м. Львів, 12—15 трав. 2008 р. — Львів: Логос, 2008. — Кн. 1. — С. 376-390;
- Современная религиозная ситуация в Украине // Свобода совести в России: ист. и современный аспекты: Сб. ст. — М.: Российское объединение исследователей религии, 2007. — С. 503-513;
- Православна церква в роки голодомору // «Секретно. Не для печати»: До 75-річчя голодомору-геноциду 1932–1933. — К.: КиМУ, 2008. — С. 169–197;
- Держава-церква-суспільство радянської України у висвітленні публіцистики 1920 — початку 1930-х років // Historia — mentalność — tożsamość. Miejsce i rola historii oraz historyków w życiu narodu polskiego i ukraińskiego w XIX i XX wieku. — Rzeszów: Wydawnictwo Uniwersytetu Rzeszowskiego, 2008. — Р. 417-438. ISBN 978-83-7338-408-8
- Державно-церковні відносини в радянській Україні 1917—1930-х рр.: історіографічний дискурс: Монографія. — Рівне: РІС КСУ, 2010. — 127 с.
- Минуле в інтерпретаціях істориків: П'ять розвідок про пам'ять: Монографія. — Рівне: РІС КСУ, 2010. — 128 с.
- Українсько-польські відносини: «нова ера співпраці» // Україна-Європа-Світ. — Вип.5 (у 2-х ч.): Міжнародний зб.наук. праць. Сер.: Історія, міжнародні відносиини / Гол. ред. Л. М. Алексієвець. — Тернопіль: Вид-во ТНПУ ім. В.Гнатюка, 2011. — Ч.2. — С.128-135.
- Маски пам'яті в умовах трансформації суспільства // Історія-ментальність-ідентичність. Вип. 4. Історична пам'ять українців і поляків у період формування національної свідомості ХІХ — І пол. XX ст.: колективна моногр. / Перед. Л. Зашкільняка, Й. Пісулінської, П. Сербенги. — Львів: ПАІС, 2011. — С. 67-74.
- Словник-довідник. Міжнародні відносини. Країнознавство / А. М. Киридон, В. О. Мартинюк, С. С. Троян: У 2-х частинах. — Харків: Вид. група «Основа», 2011. — (Б-ка журн. «Історія та правознавство»). — Вип. 4—5 (88—89). — Ч. 1. — 127 с.
- Словник-довідник. Міжнародні відносини. Країнознавство / А. М. Киридон, В. О. Мартинюк, С. С. Троян: У 2-х частинах. — Харків: Вид. група «Основа», 2011. — (Б-ка журн. «Історія та правознавство»). — Вип. 4—5 (88—89). — Ч. 2. — 125 с.
- Як думають історики: історіографія та культурна топографія пам'яті // Слов'янський світ і Україна: Зб.наук.пр.на пошану ректора Рівненського державного університету, проф. Р. Постоловського. — Рівне: видавець О. Зень, 2011. — С. 467–477.
- Євроінтеграційний вектор України у вимірі конструювання національної ідентичності // Віче: Зб. наук. пр. / Редкол. В. І. Гусєв та ін. — К.: ВПК «Експрес-Поліграф», 20011. — С. 118–130.
- Киридон А. М. Українська авттокефальна православна церква (1919–1921 рр.) // Київська старовина. — 2011. — № 4.
- Конструювання механізмів історичного мислення (у співавторстві) // Вжосек В. Історія — Культура — Метафора. Постання некласичної історіографії; Про історичне мислення / Войцех Вжосек. — Київ: Ніка-Центр, 2012. — С. 5—25.
- Пошук ідентичності в «Європі без кордонів»: між націоналізмом і космополітизмом (в співавторстві) // Вояковський Д. Ментальні кордони в Європі без кордонів / Даріуш Вояковський. — Київ: Ніка-Центр, 2012. — С. 9—40.
- Новітня польська візія дослідження історичного минулого (у співавторстві) // Україна — Європа — Світ: Міжнародний збірник наукових праць. Серія: Історія, міжнародні відносини / Гол. ред. Л. М. Алексієвець. — Вип. 9. — Тернопіль: Вид-во ТНПУ ім. В. Гнатюка, 2012. — С. 240—247.
- Nowe organizacje międzynarodowe w strukturze współczesnego świata. BRICS, NEXT ELEVEN, VISTA / Ałła Kyrydon, Sergij Trojan, // Organizacje międzynarodowe wobec politycznych i społecznych problemów świata / redakcja naukowa Wojciech Gizicki. — Toruń: Adam Marszałek, 2012. — S. 32—52.
- Етос пам'яті // Національна та історична пам'ять: Зб. Наук. праць. — Вип. 2. — К.: ДП "НВЦ "«Пріоритети», 2012. — С. 378–401.
- Усна історія у просторі конструювання минулого // Національна та історична пам'ять: Зб. Наук. праць. — Вип. 3. — К.: ДП "НВЦ "«Пріоритети», 2012. — С. 378–401.
- Держава-церква-суспільство: Інверсна трансформація в Україні: Монографія. — Рівне, 2011. — 216 с.
- Постання Української автокефальної православної церкви в постреволюційно-радянських умовах існування (1917–1920 рр.) // Київська старовина. — 2011. — № 4. — С. 118–131.
- Українська автокефальна православна церква (1920–1922 рр.) // Київська старовина. — 2011. — № 5. — С. 73-85
- Діяльно-Христова Церква в Україні: історіографічний дискурс // Церква-наука-суспільство: питання взаємодії: Десята Міжнародна наукова конференція м. Київ, 30 травня — 1 червня 2012 р. — К., 2012
- Istota i przejawy konfliktów wspołczesności. Przypadek Arabskiej Wiosny Ludów Bunt czy Rewolucja& Przemiany na Bliskim Wschodzie po 2010 roku / Red. K. Górak-Sosnowska, K. Pachniak. — Łódz:Wydawnictwo Ibidem, 2012. — S. 12-15
- Рік 1933. Голос протесту та болю Греко-католицької церкви // Історія релігій в Україні. — Львів: Логос, 2012. — Ч.1
- Студії пам'яті в Україні (Історіографічний дискурс. Бібліографічний покажчик) / Передмова, вступ. ст., заг. ред. А. М. Киридон.. — К.: ДП НВЦ «Пріоритети», 2013. — 294 с.
- Національна та історична пам'ять: словник ключових термінів / Кер. авт. кол. А. М. Киридон. — К.: ДП НВЦ «Пріоритети», 2013. — 436 с.
- Студії пам'яті в Україні: основні тенденції історіографії // Студії пам'яті в Україні (Історіографічний дискурс. Бібліографічний покажчик) / Передмова, вступ. ст., заг. ред. А. М. Киридон. — К.: ДП НВЦ «Пріоритети», 2013.
- «Війни пам'ятей» і моделі примирення: інтерпретація понять // Війни пам'ятей та політика примирення: Зб. наук. праць. — К.: ДП "НВЦ «Пріоритети», 2013. — С. 27-37
- Україна-Республіка Польща: етапи, реалії та перспективи відносин // Зовнішні справи. — 2013. — № 11. — С. 18-21; № 12. — С. 36-39.
- Гетеротопії пам’яті: Теоретико-методологічні проблеми студій пам’яті. — К. : Ніка-Центр, 2016. — 320 с.

## Нагороди та відзнаки
- Полтавська обласна премія імені Панаса Мирного

## Виноски
1. ↑  Кафедра історії України ПНПУ імені В. Г. Короленка. Архів оригіналу за 8 Червня 2013. Процитовано 17 Червня 2013.
2. ↑  Год Б., Єрмак О., Киридон П. Полтавський державний педагогічний університет імені В. Г. Короленка: Історія і сучасність. — Полтава, 2009.
3. ↑  Спеціалізована вчена рада. Архів оригіналу за 23 липня 2013. Процитовано 17 червня 2013.
4. ↑  Білоусько. О. А. КИРИДОН Алла Миколаївна // Полтавіка. Архів оригіналу за 18 Травня 2015. Процитовано 17 Червня 2013.
5. ↑  НАЦІОНАЛЬНА ПАМ'ЯТЬ В УКРАЇНІ: ВИКЛИКИ XXI СТОЛІТТЯ: Всеукраїнський круглий стіл 14 листопада 2012 року[недоступне посилання з липня 2019]
6. ↑  Наказ Держкомтелерадіо України від 11.02.2015 № 22-к «Про призначення Киридон А. М. та укладення з нею контракту». Архів оригіналу за 22 Грудня 2015. Процитовано 3 Листопада 2015.
7. ↑  Киридон А. Н. Деятельность Компартии Украины по укреплению единства своих рядов в 1921–1925 гг.: Историография проблемы: автореферат дис. … кандидата исторических наук : 07.00.01 / Киевский гос. ун-т. — Киев, 1989. — 18 с. Архів оригіналу за 18 Травня 2015. Процитовано 17 Червня 2013.
8. ↑  Киридон, А. М. Державно-церковні відносини в радянській Україні (1917—1930-ті роки): автореф. дис … д-ра іст. наук : 07.00.01 / Алла Миколаївна Киридон; В.о. Київ. нац. ун-т ім. Т. Шевченка. — К. : Б/в, 2006. — 34 с.
9. ↑  Колесник О. В.. «Полтавскія Епархіальныя Ведомости» як історичне джерело вивчення діяльності російської православної церкви (1863–1918 рр.): автореф. дис … канд. іст. наук : 07.00.06 / Олена Володимирівна Колесник; В.о. Черкас. нац. ун-т ім. Б. Хмельницького. — Черкаси: Б/в, 2010. — 20 с.
10. ↑  Тєвікова О. В. Повсякденне життя громадян УРСР: соціальні та культурні аспекти (1954–1964 роки): автореф. дис … канд. іст. наук : 07.00.01 / Ольга Валентинівна Тєвікова; В.о. Нац. ун-т «Києво-Могилянська академія». — К. : Б/в, 2010. — 20 с.
11. ↑  Офіційний вебсайт Українського інституту національної пам'яті